# Умэсю

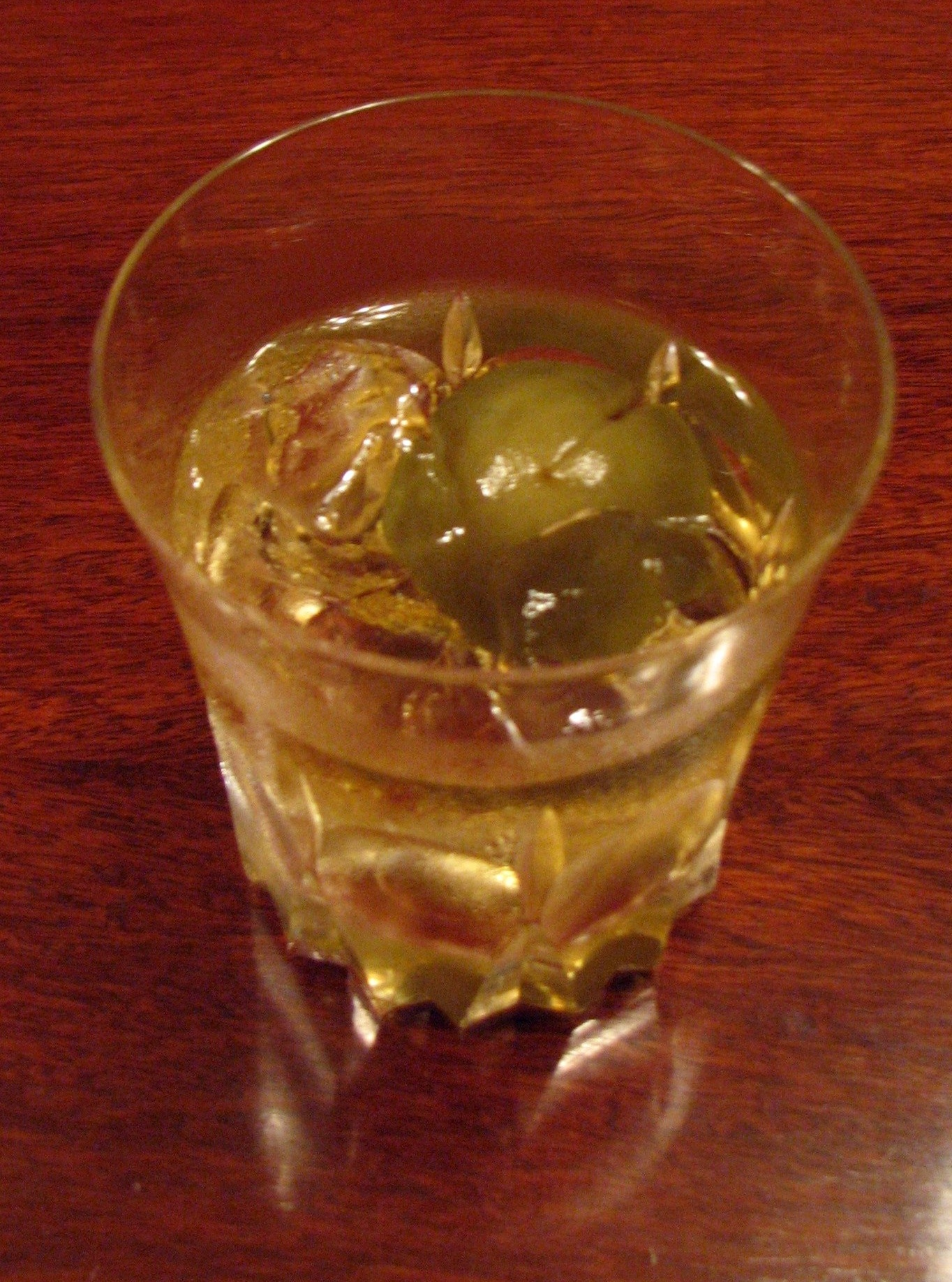

Умэсю (яп. 梅酒 умэсю) — японский ликёр, приготавливаемый из слив умэ, сётю и сахара. Умэсю имеет кисло-сладкий вкус, а содержание алкоголя находится обычно в районе 10—15 %. Знаменитые марки, среди прочих, включают в себя Choya и Такара Сюдзо.

## История
- В XVII веке японцы начали производить умэсю в домашних условиях.
- Начиная с XX века умэсю начало широкое распространение особенно в странах Азии, а именно в Японии.
- Умэсю употребляют со льдом, минеральной водой, в коктейлях, а также в чистом виде.

## Категоризация умэсю
- Японские алкогольные напитки:
  - сакэ (ферментированный) — вино, пиво;
  - сётю (дистиллированный) — водка, виски, коньяк;
  - ликёр (экстракт) — Напр.: фруктовый ликёр, абсент.